# Charlotte Figi
Charlotte Figi (18 tháng 10 năm 2006 - 7 tháng 4 năm 2020) là một cô bé người Mỹ mắc hội chứng Dravet đã lấy dầu cannabidiol (CBD) để ngăn chặn cơn động kinh, tạo ra nguồn cảm hứng cho tên của chủng cần sa y tế có tên Charlotte's Web.

## Cuộc đời
Figi sinh ngày 18 tháng 10 năm 2006, có một người chị em sinh đôi, bố mẹ cô bé là Paige và Matt Figi. Lúc 3 tháng tuổi, cô lên cơn động kinh đầu tiên. Do hội chứng Dravet, năm 5 tuổi, cô bé phải sử dụng xe lăn. Figi phải chịu tới hơn 300 cơn động kinh lớn mỗi tuần và gặp khó khăn khi giao tiếp.
Vào năm 2012, mẹ của Figi đã tìm đến dầu cần sa CBD để điều trị cho con gái mình. Figi sau đó đã dùng dầu từ cây cần sa chứa THC thấp. Chất cần sa này sau đó được đổi tên thành Charlotte's Web. Với việc sử dụng Charlotte's Web, Figi đã giảm cơn động kinh ngay lập tức, từ 300 cơn mỗi tuần xuống còn hai hoặc ba mỗi tháng. Trong khi việc sử dụng cần sa y tế vẫn là bất hợp pháp ở nhiều tiểu bang, tin tức về sự thành công của Figi đã lan rộng khiến các gia đình có người thân mắc hội chứng tương tự bắt đầu chuyển đến Colorado Springs, nơi thuốc ban đầu được bán. Vì câu chuyện của mình, cô bé cũng đã nhận được sự chú ý từ truyền thông trên khắp thế giới. Năm 2013, Figi trở thành chủ đề cho bộ phim tài liệu CNN Weed của Sanjay Gupta, đồng thời trở thành nhân vật nổi tiếng trong phong trào sử dụng chất cần sa trong điều trị y tế tại Hoa Kỳ và thế giới. Câu chuyện của Figi cũng phần nào thúc đẩy Đạo luật sử dụng cần sa trong y tế tại Hoa Kỳ. Năm 2019, Figi là đứa trẻ đầu tiên xuất hiện trên trang bìa của High Times.
Vào tháng 4 năm 2020, Figi phải nhập viện vì viêm phổi, sau đó co giật, suy hô hấp và ngừng tim. Cô bé mất vào ngày 7 tháng 4 năm 2020, khi mới 13 tuổi. Theo mẹ cô, Figi được đưa vào bệnh viện và xét nghiệm âm tính với COVID-19 vào ngày 3 tháng 4 tuy nhiên lại được "điều trị như một trường hợp COVID-19" sau đó được đưa trở lại bệnh viện.

## Di sản
Nhằm tri ân Charlotte Figi, Thống đốc bang Colorado Jared Polis tuyên bố lấy ngày 7 tháng 4 hằng năm là "Ngày Charlotte Figi" ở Colorado.